# Chikkayadiyur, Gubbi
Chikkayadiyur là một làng thuộc tehsil Gubbi, huyện Tumkur, bang Karnataka, Ấn Độ.